# Rosie the Riveter

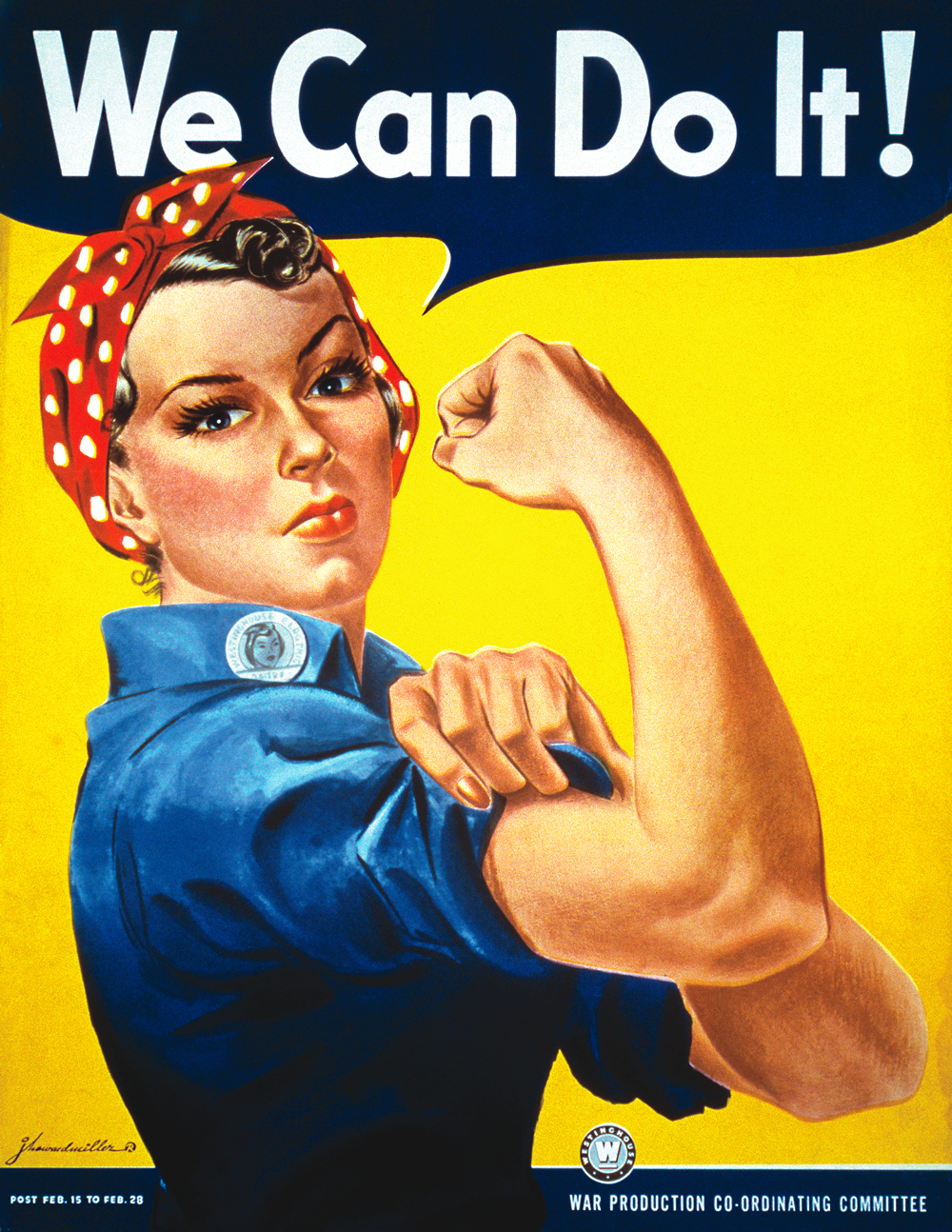
Unul dintre cele mai cunoscute postere care ar putea-o întruchipa pe Rosie the Riveter

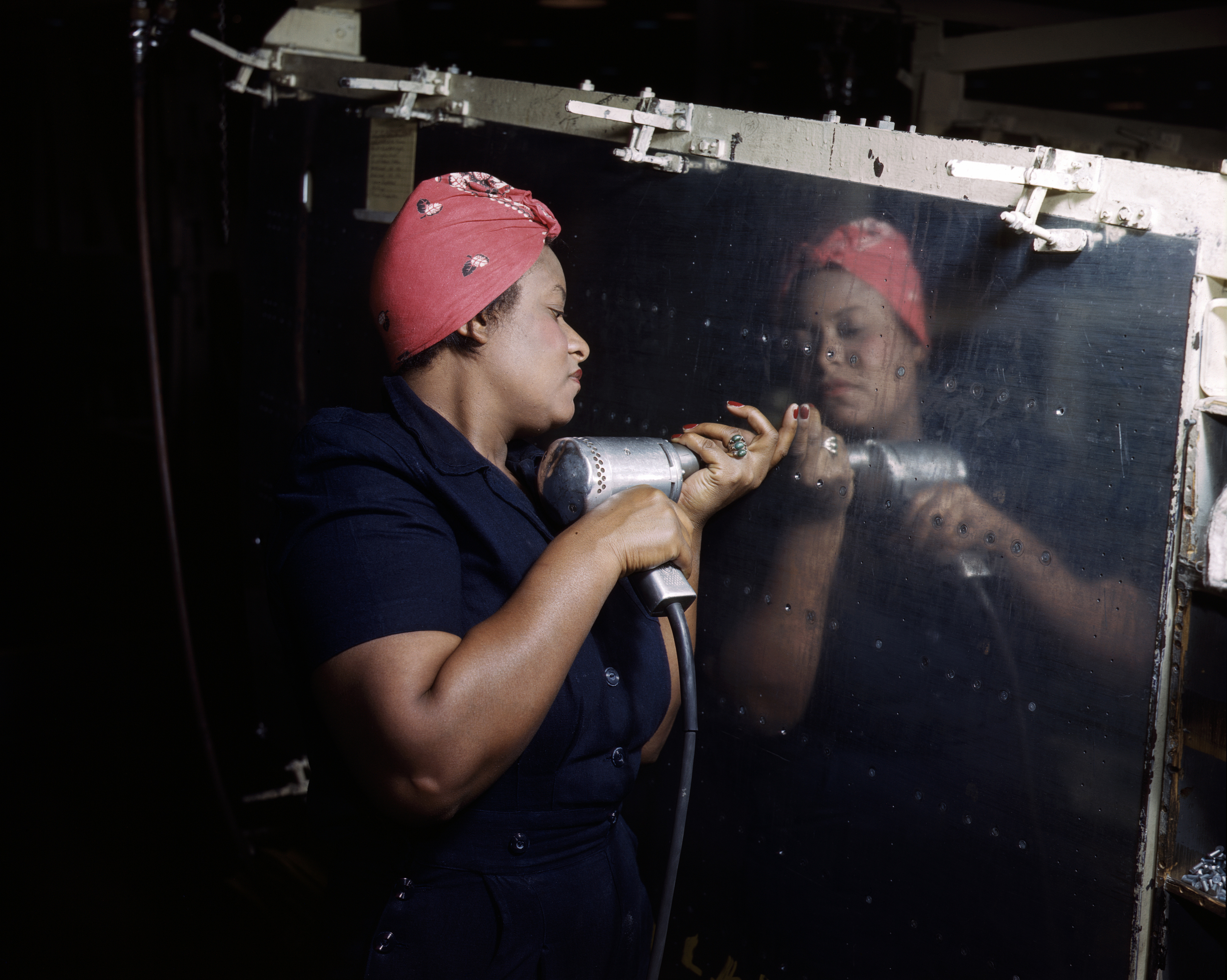
O adevărată "Rosie" lucrând la realizarea unui bombardier A-31 Vengeance într-o uzină din Nashville, Tennessee (1943).

Rosie the Riveter este un prototip cultural american, reprezentând colectiv toate femeile din Statele Unite ale Americii care au lucrat în fabricile și uzinele din Uniune în timpul celui de-al Doilea Război Mondial, producând nu numai bunurile pe care le-ar fi produs altfel bărbații plecați la război ci și armament și muniții.. Rosie Riveter este considerată imaginea feminismului în Statele Unite.

## Istoric
Prima utilizare a termenului "Rosie the Riveter" poate fi atribuită unui cântec din 1942 scris de Redd Evans și John Jacob Loeb. Melodia, care a fost înregistrată de numeroși artiști, printre care se pot menționa Kay Kyser, liderul unui grup muzical de Big Band, a devenit curând un hit național. Cântecul o portretizează pe Rosie ca fiind ca o muncitoare neobosită, care lucrează la banda de ansamblare a bunurilor, făcându-și partea sa la contribuția de război..

All the day long,

Whether rain or shine

She’s part of the assembly line.

She’s making history,

Working for victory

Rosie the Riveter.

Adică, într-o traducere aproximativă, dar în spiritul limbii române

Cât e ziua de lungă,

Indiferent dacă plouă sau e senin,

Ea este parte a liniei de ansamblare.

Ea scrie istorie,

Muncind pentru victorie,

Rosie the Riveter.

Rosie Riveter a fost asociată cu o persoană reală pe numele de Rosie Will Monroe care s-a născut în Kentucky în 1920 și care s-a mutat în Michigan în timpul celui de al doilea Război Mondial. A lucrat la Willow Run Aircraft Factory în Michigan unde participa la construirea bombardierelor de tip B-29 și B-24 pentru forțele aeriene americane.
Potrivit Enciclopediei "Istoria Economiei Americane", mișcarea Rosie Riveter, a crescut numărul femeilor muncitoare la 20 de miloane în anul 1944, o creștere de 57% față de anul 1940. Cel mai important lucru în ceea ce privește această mișcare este că femeile au putut demonstra că se pricep și la "treburi de bărbați".
După război, "the Rosies" și generațiile care au urmat au știut că munca într-o fabrică poate fi oricând o opțiune însă până în 1970 numărul lor nu a mai fost de așa mari proporții. În tot acest timp fabricile au cunoscut un declin în ceea ce privește personalul muncitoresc.
Imaginea atribuită cel mai des lui Rosie Riveter este faimosul poster Westinghouse al lui J. Howard Miller intitulat "We can do it". Modelul după care s-a realizat posterul în 1942 se numește Geraldine Doyle, o muncitoare din Michigan. Această imagine nu a intenționat a fi Rosie Riveter deoarece aceasta din urmă este un personaj fictiv.